# Paleopneustoidea
De Paleopneustoidea zijn een superfamilie van zee-egels (Echinoidea) uit de orde Spatangoida.

## Families
- Paleopneustidae A. Agassiz, 1904
- Pericosmidae Lambert, 1905